# Charlottetown-Winsloe
Pour les articles homonymes, voir Charlottetown (homonymie) et Sherwood.
Circonscription électorale provinciale du Canada
Charlottetown-Winsloe, anciennement Charlottetown-Sherwood, est une circonscription électorale provinciale de l'Île-du-Prince-Édouard (Canada). 
La circonscription est créée en 1996 à partir de portions des circonscriptions de 5e Queens et 6e Queens.
En 2019, l'actuelle circonscription est créé avant les élections dans certaines parties des anciens districts de Charlottetown-Sherwood, West Royalty-Springvale et York-Oyster Bed.

## Liste des députés
| Charlottetown-Sherwood                                                                      | Charlottetown-Sherwood | Charlottetown-Sherwood    | Charlottetown-Sherwood | Charlottetown-Sherwood | Charlottetown-Sherwood |
| Nom                                                                                         | Nom                    | Parti                     | Mandat                 | Législature            |                        |
| ------------------------------------------------------------------------------------------- | ---------------------- | ------------------------- | ---------------------- | ---------------------- | ---------------------- |
| Pour la période 1873-1996, voir 5e Queens. Pour la période 1966-1996, voir aussi 6e Queens. |                        |                           |                        |                        |                        |
|                                                                                             | Chester Gillan         | Progressiste-conservateur | 1996 - 2000            | 60e                    |                        |
|                                                                                             | Chester Gillan         | Progressiste-conservateur | 2000 - 2003            | 61e                    |                        |
|                                                                                             | Chester Gillan         | Progressiste-conservateur | 2003 - 2007            | 62e                    |                        |
|                                                                                             | Robert Mitchell        | Libéral                   | 2007 - 2011            | 63e                    |                        |
|                                                                                             | Robert Mitchell        | Libéral                   | 2011 - 2015            | 64e                    |                        |
|                                                                                             | Robert Mitchell        | Libéral                   | 2015 - 2019            | 65e                    |                        |
| Charlottetown-Winsloe                                                                       |                        |                           |                        |                        |                        |
|                                                                                             | Robert Mitchell        | Libéral                   | 2019 - 2020            | 66e                    |                        |
|                                                                                             | Zack Bell              | Progressiste-conservateur | 2020 - 2023            | 66e                    |                        |
|                                                                                             | Zack Bell              | Progressiste-conservateur | 2023 - en cours        | 67e                    |                        |

## Géographie
La circonscription comprend une partie de la cité de Charlottetown.